# Nicola V di Werle
Nicola V di Werle (XIV secolo – 1408) è stato un principe di Meclemburgo e signore di Werle-Waren.

## Biografia
Nicola era il figlio maggiore di Giovanni VI di Werle. 
Alla morte del padre, fra il 1385 e 1395, egli eredito la signoria di Werle-Goldberg e quella di Werle-Waren. A partire dal 1401 egli regnò insieme al fratello Cristoforo.
Dopo il 1397 Nicola sposò Sofia, figlia di  Boghislao VI duca di Pomerania-Wolgast. Ebbero una figlia Judith (detta Jutta) che fu sposata con Enrico, Duca di Meclemburgo-Stargard.
Nicola morì nel 1408, probabilmente il 21 agosto, e fu sepolto nel monastero di Doberan.

## Ascendenza
|                                      |                                         |                                      | Genitori                                |  |  | Nonni |  |  | Bisnonni                              |  |  | Trisnonni                    |  |
|                                      |                                         |                                      |                                         |  |  |       |  |  | Giovanni II, signore di Werle-Güstrow |  |  | Giovanni I, signore di Werle |  |
|                                      |                                         |                                      |                                         |  |  |       |  |  | Giovanni II, signore di Werle-Güstrow |  |  | Giovanni I, signore di Werle |  |
|                                      |                                         | Sofia di Lindow-Ruppin               |                                         |  |  |       |  |  | Giovanni II, signore di Werle-Güstrow |  |  |                              |  |
| Bernardo II, signore di Werle-Waren  |                                         |                                      |                                         |  |  |       |  |  | Giovanni II, signore di Werle-Güstrow |  |  |                              |  |
|                                      |                                         | Matilde di Brunswick-Grubenhagen     | Enrico I, duca di Brunswick-Grubenhagen |  |  |       |  |  |                                       |  |  |                              |  |
|                                      |                                         | Matilde di Brunswick-Grubenhagen     | Enrico I, duca di Brunswick-Grubenhagen |  |  |       |  |  |                                       |  |  |                              |  |
|                                      |                                         | Matilde di Brunswick-Grubenhagen     | Elisabetta di Brunswick-Göttingen       |  |  |       |  |  |                                       |  |  |                              |  |
| Giovanni VI, signore di Werle-Waren  |                                         | Matilde di Brunswick-Grubenhagen     |                                         |  |  |       |  |  |                                       |  |  |                              |  |
|                                      |                                         | Giovanni III, conte di Holstein-Plön | Gerardo II, conte di Holstein-Plön      |  |  |       |  |  |                                       |  |  |                              |  |
|                                      |                                         | Giovanni III, conte di Holstein-Plön | Gerardo II, conte di Holstein-Plön      |  |  |       |  |  |                                       |  |  |                              |  |
|                                      |                                         | Giovanni III, conte di Holstein-Plön | Ingeborg di Svezia                      |  |  |       |  |  |                                       |  |  |                              |  |
| Elisabetta di Holstein-Plön          |                                         | Giovanni III, conte di Holstein-Plön |                                         |  |  |       |  |  |                                       |  |  |                              |  |
|                                      |                                         | Agnese di Brandeburgo                | Giovanni I, margravio di Brandeburgo    |  |  |       |  |  |                                       |  |  |                              |  |
|                                      |                                         | Agnese di Brandeburgo                | Giovanni I, margravio di Brandeburgo    |  |  |       |  |  |                                       |  |  |                              |  |
|                                      |                                         | Agnese di Brandeburgo                | Jutta di Sassonia                       |  |  |       |  |  |                                       |  |  |                              |  |
| Nicola V, signore di Werle-Waren     |                                         | Agnese di Brandeburgo                |                                         |  |  |       |  |  |                                       |  |  |                              |  |
|                                      | Giovanni III, signore di Werle-Goldberg | Nicola II, signore di Werle          |                                         |  |  |       |  |  |                                       |  |  |                              |  |
|                                      | Giovanni III, signore di Werle-Goldberg | Nicola II, signore di Werle          |                                         |  |  |       |  |  |                                       |  |  |                              |  |
|                                      | Giovanni III, signore di Werle-Goldberg | Richenza di Danimarca                |                                         |  |  |       |  |  |                                       |  |  |                              |  |
| Nicola IV, signore di Werle-Goldberg | Giovanni III, signore di Werle-Goldberg |                                      |                                         |  |  |       |  |  |                                       |  |  |                              |  |
|                                      |                                         | Matilde di Pomerania-Stettino        | Ottone I, duca di Pomerania-Stettino    |  |  |       |  |  |                                       |  |  |                              |  |
|                                      |                                         | Matilde di Pomerania-Stettino        | Ottone I, duca di Pomerania-Stettino    |  |  |       |  |  |                                       |  |  |                              |  |
|                                      |                                         | Matilde di Pomerania-Stettino        | Caterina di Holstein-Plön               |  |  |       |  |  |                                       |  |  |                              |  |
| Agnese di Werle-Goldberg             |                                         | Matilde di Pomerania-Stettino        |                                         |  |  |       |  |  |                                       |  |  |                              |  |
|                                      |                                         | Ulrico II, conte di Lindow-Ruppin    | Ulrico I, conte di Lindow-Ruppin        |  |  |       |  |  |                                       |  |  |                              |  |
|                                      |                                         | Ulrico II, conte di Lindow-Ruppin    | Ulrico I, conte di Lindow-Ruppin        |  |  |       |  |  |                                       |  |  |                              |  |
|                                      |                                         | Ulrico II, conte di Lindow-Ruppin    | Adelaide di Schladen                    |  |  |       |  |  |                                       |  |  |                              |  |
| Agnese di Lindow-Ruppin              |                                         | Ulrico II, conte di Lindow-Ruppin    |                                         |  |  |       |  |  |                                       |  |  |                              |  |
|                                      |                                         | Agnese di Anhalt-Zerbst              | Alberto I, principe di Anhalt-Zerbst    |  |  |       |  |  |                                       |  |  |                              |  |
|                                      |                                         | Agnese di Anhalt-Zerbst              | Alberto I, principe di Anhalt-Zerbst    |  |  |       |  |  |                                       |  |  |                              |  |
|                                      |                                         | Agnese di Anhalt-Zerbst              | Agnese di Brandeburgo-Stendal           |  |  |       |  |  |                                       |  |  |                              |  |
|                                      |                                         | Agnese di Anhalt-Zerbst              |                                         |  |  |       |  |  |                                       |  |  |                              |  |